# Aléxandros Matsángos
Aléxandros Matsángos (grec moderne : Αλέξανδρος Ματσάγκος), né le 9 octobre 1999, est un coureur cycliste chypriote.

## Palmarès sur route

### Par année
- 2016
  - 2e du championnat de Chypre du contre-la-montre juniors
  - 2e du championnat de Chypre sur route juniors
- 2017
  -  Champion de Chypre sur route juniors
  - 2e du championnat de Chypre sur route juniors
- 2018
  -  Champion de Chypre sur route
  - 3e du championnat de Chypre du contre-la-montre
- 2019
  - 2e du championnat de Chypre du contre-la-montre
  -  Médaillé d'argent du championnat des Balkans du contre-la-montre
  -  Médaillé de bronze du championnat des Balkans sur route
- 2020
  - 2e du championnat de Chypre du contre-la-montre
- 2021
  - Aphrodite Road Race
  - 2e étape du  Hydrama Tour
- 2023
  -  Champion de Chypre sur route

### Classements mondiaux
| Année           | 2018 |
| --------------- | ---- |
| UCI Europe Tour | 685e |

## Palmarès en VTT

### Championnats nationaux
- 2016
  - 2e du championnat de Chypre de cross-country juniors
- 2017
  - 2e du championnat de Chypre de cross-country juniors
- 2018
  - 2e du championnat de Chypre de cross-country
- 2020
  - 3e du championnat de Chypre de cross-country
- 2021
  - 2e du championnat de Chypre de cross-country marathon
  - 3e du championnat de Chypre de cross-country